# 福岡市立少年科学文化会館
福岡市立少年科学文化会館（ふくおかしりつしょうねんかがくぶんかかいかん）は、福岡県福岡市中央区舞鶴にあった科学館。
2016年（平成28年）3月30日限りで閉館。2017年10月1日に福岡市中央区六本松（九州大学六本松キャンパス跡地）に、「福岡市科学館」が開館した。

## 沿革
1971年（昭和46年）5月5日（こどもの日）に少年文化会館として開館。その後、プラネタリウムの設置などを経て1983年（昭和58年）11月3日（文化の日）に現在の名前に変更された。開館以来、何度も増改装がされており、最後の改装は2000年（平成12年）に行なわれた。一部の展示は、アジア太平洋博覧会の際の展示を流用している。

## 施設情報
- 開館時間：9時 - 17時
- 休館日
  - 月曜日（休日は除く）
  - 月末（土、日、月曜日及び休日にあたるときは次の月曜日を除く平日）
  - 年末年始（12月28日 - 翌年1月3日）
- 入館料金
  - プラネタリウム以外は無料
  - プラネタリウム：一般200円、高校生150円、中学生以下・障害者手帳[1]所持者及び福岡市・北九州市・鹿児島市在住の65歳以上は無料

## 主な展示・施設
1階 - 科学とのであい展示ホール
プラネタリウム受付のほか、宇宙に関する展示がある。
2階 - 図書室・楽しい科学展示ホール
機械を操作することで光・音・力学などの物理に関する現象を体験できる展示がある。
図書室では、福岡市立の図書館の本の取寄せ、受け取りなどを行うことが出来た。
3階 - 芸術と科学展示ホール
実験室や音楽室、美術室があり、定期的に芸術教室や科学教室が催される。
4階 - ふるさとの科学展示ホール
福岡市の歴史や自然・気象に関する展示がある。福岡市近辺の鉱物・昆虫の標本、脊振山の自然を剥製などで再現した実物大ジオラマなどを展示するほか、西日本航空で用いられていた川崎KH-4ヘリコプターを屋外展示している。
5階 - 生活の科学展示ホール
生活に関連した科学・工学の展示がある。鉄道模型ジオラマ、センサーを利用した迷路、ミニスタジオ、パソコンコーナーなどがある。
鉄道模型は福岡市をイメージしたジオラマ（福岡タワー・キャナルシティ博多、科学文化会館自体などのミニチュアを配置）の中を鉄道模型が走るもの。外からだけではなく、ジオラマ内に組まれた福岡ドーム風の展示窓からも見ることが可。BGMは何故か魔女の宅急便からの流用。
6階 - 実験室・無線実習室
アマチュア無線の無線局がある。屋上にはドームつきの天体望遠鏡がある。

## 移転・再整備計画
開館から40年が経過し、施設の老朽化や建物の耐震性などが問題となっているため、福岡市では2011年（平成23年）3月に少年科学文化会館基本構想検討委員会を立ち上げ、（仮称）福岡市青少年科学館特定事業を進めた。この計画により少年科学文化会館は2016年（平成28年）3月末に閉館し、翌2017年（平成29年）10月に九州大学六本松キャンパス跡地に代替施設として福岡市科学館が開館した。跡地は隣接する福岡市立舞鶴小中学校のテニスコートになっている。

## 交通
- 最寄り駅・バス停留所
  - 福岡市営地下鉄赤坂駅
  - 西鉄バス長浜2丁目バス停、または法務局前バス停